# Drepanosticta luzonica
Drepanosticta luzonica är en trollsländeart som beskrevs av Van Tol 2005. Drepanosticta luzonica ingår i släktet Drepanosticta och familjen Platystictidae. IUCN kategoriserar arten globalt som otillräckligt studerad. Inga underarter finns listade i Catalogue of Life.